# Palais de la Jénina
Le palais de la Jénina (arabe : قصر الجنينة) aussi appelée « Dar soltan el-kadîma » (vieille maison du Sultan) fut anciennement la résidence officielle de l’émir d'Alger Salim at-Toumi, chef de la tribu des Thaâliba. À la suite de la création de la régence d'Alger, ce palais devient la résidence d'Arudj Barberousse, devenu sultan d'Alger après la prise de la ville et l'assassinat de Salim at-Toumi.
Dans ce palais vont aussi résider les Beylerbey « émir des émirs » de 1519 à 1585, les pachas (1585-1659), les aghas (1659-1671) et les deys (1671-1817), les deys iront ensuite habiter dans la citadelle d'Alger jusqu'en 1830.

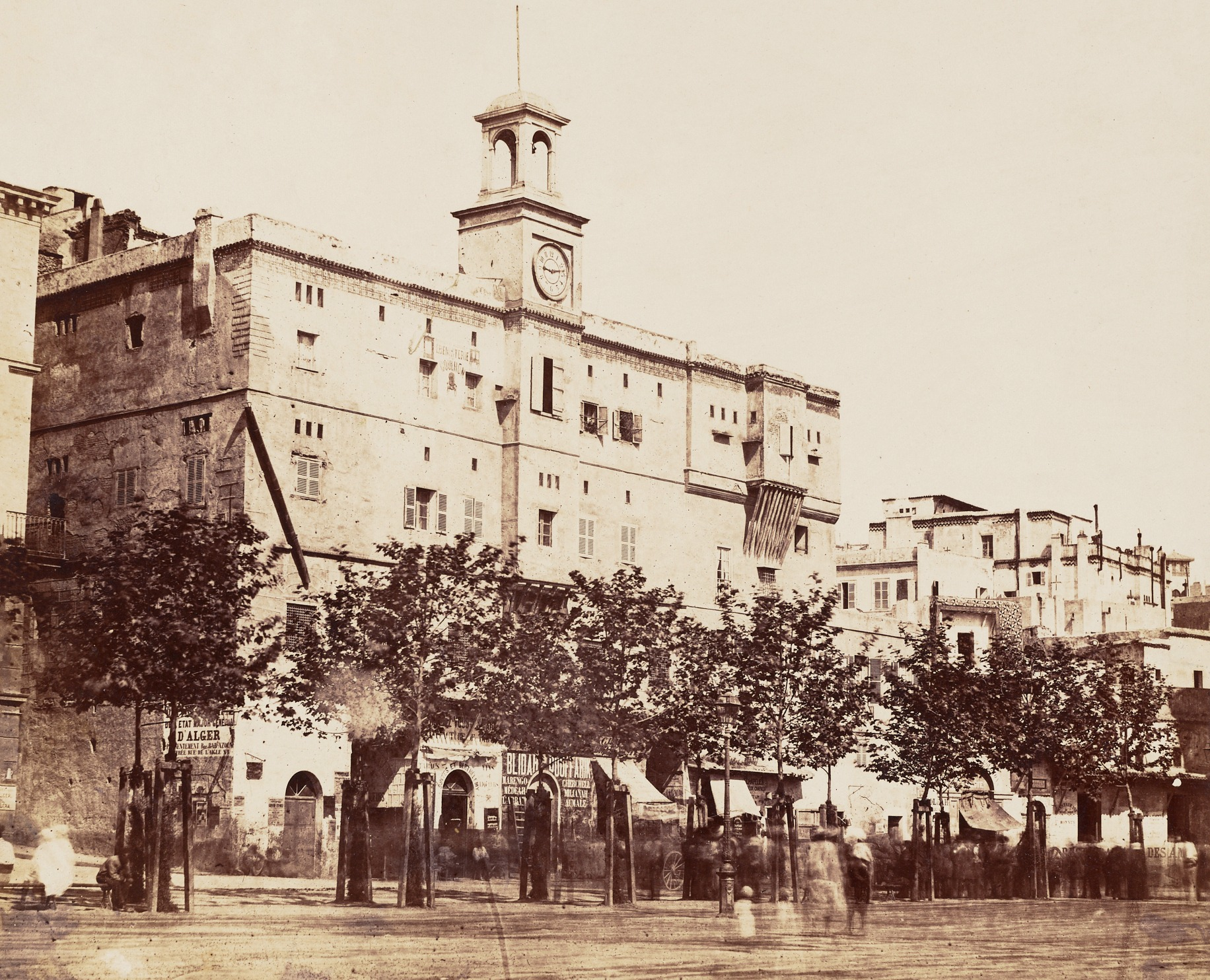
Palais de la Jenina en 1856. (tirage albuminé)

Il fut détruit par l'administration coloniale française en 1857 . Le terrain devient une place d'armes pour les troupes françaises, puis une place baptisée place du Gouvernement. À l'indépendance de l'Algérie en 1962, la place du Gouvernement est renommée place des Martyrs.
Le dernier témoin de cet ensemble est Dar Aziza, une aile palatiale avec patio datant du XVIe siècle.